# Brachymeria bayoni
Brachymeria bayoni är en stekelart som beskrevs av Masi 1929. Brachymeria bayoni ingår i släktet Brachymeria och familjen bredlårsteklar.
Artens utbredningsområde är Kenya. Inga underarter finns listade.